# Таннер, Валентин
Валенти́н Та́ннер (нем. Valentin Tanner; род. 2 октября 1992, Женева) — швейцарский кёрлингист.

## Карьера
В составе мужской сборной Швейцарии участник зимних Олимпийских игр 2018 (бронзовые призёры) и 2022 (заняли седьмое место), четырёх чемпионатов мира (все четыре раза бронзовые призёры), пяти чемпионатов Европы (лучший результат — серебряные призёры в 2015). Четырёхкратный чемпион Швейцарии среди мужчин.
Играет на позиции первого.

## Достижения
- Зимние Олимпийские игры: бронза (2018).
- Чемпионат мира по кёрлингу среди мужчин: бронза (2014, 2017, 2019, 2021).
- Чемпионат Европы по кёрлингу: серебро (2015), бронза (2016, 2017).
- Чемпионат Швейцарии по кёрлингу среди мужчин: золото (2014, 2017, 2019, 2021), серебро (2016, 2020), бронза (2015).
- Чемпионат мира по кёрлингу среди юниоров: золото (2010), серебро (2011).
- Чемпионат Швейцарии по кёрлингу среди юниоров: золото (2010, 2011).

## Команды
| Сезон                                              | Четвёртый       | Третий          | Второй        | Первый          | Запасной | Турниры                                                                  |
| -------------------------------------------------- | --------------- | --------------- | ------------- | --------------- | --- | ------------------------------------------------------------------------ |
| 2009—10                                            | Бенуа Шварц     | Петер де Круз   | Рогер Гулька  | Валентин Таннер | Доминик Мерки | ЧШЮ 2010 · ЧМЮ 2010                                                      |
| 2010—11                                            | Бенуа Шварц     | Петер де Круз   | Рогер Гулька  | Валентин Таннер | Доминик Мерки | ЧШЮ 2011 · ЧМЮ 2011                                                      |
| 2011—12                                            | Бенуа Шварц     | Петер де Круз   | Gilles Vuille | Валентин Таннер | Yannick Renggli тренер: Yannick Renggli                                                                              | ЧШМ 2012 (4 место)                                                       |
| 2012—13                                            | Бенуа Шварц     | Петер де Круз   | Доминик Мерки | Валентин Таннер | Клаудио Пеша |                                                                          |
| 2013—14                                            | Бенуа Шварц     | Петер де Круз   | Доминик Мерки | Валентин Таннер | Клаудио Пеша (ЧШМ) Симон Штрюбин (ЧШМ) Клаудио Пец (ЧМ) тренер: Клаудио Пеша                                         | ЧШМ 2014 · ЧМ 2014                                                       |
| 2014—15                                            | Бенуа Шварц     | Петер де Круз   | Клаудио Пец   | Валентин Таннер | | ЧШМ 2015                                                                 |
| 2015—16                                            | Бенуа Шварц     | Клаудио Пец     | Петер де Круз | Валентин Таннер | Михаэль Пробст (ЧЕ)                                                                                                  | ЧЕ 2015 · ЧШМ 2016                                                       |
| 2016—17                                            | Бенуа Шварц     | Клаудио Пец     | Петер де Круз | Валентин Таннер | Рето Гриби (ЧЕ) Романо Майер (ЧМ) тренер: Клаудио Пеша                                                               | ЧЕ 2016 · ЧШМ 2017 · ЧМ 2017                                             |
| 2017—18                                            | Бенуа Шварц     | Клаудио Пец     | Петер де Круз | Валентин Таннер | Доминик Мерки тренер: Клаудио Пеша                                                                                   | ЧЕ 2017 · ЗОИ 2018                                                       |
| 2018—19                                            | Бенуа Шварц     | Свен Михель     | Петер де Круз | Валентин Таннер | Симон Гемпелер (ЧЕ) Клаудио Пец (ЧШМ, ЧМ) тренеры: Андреас Шваллер (ЧЕ), Томас Липс (КМ, ЧЕ, ЧМ), Heinz Müller (ЧШМ) | КМ 2018/19 (1 этап) · (4 место) · ЧЕ 2018 (6 место) · ЧШМ 2019 · ЧМ 2019 |
| 2019—20                                            | Бенуа Шварц     | Свен Михель     | Петер де Круз | Валентин Таннер | | ЧШМ 2020                                                                 |
| 2020—21                                            | Бенуа Шварц     | Свен Михель     | Петер де Круз | Валентин Таннер | Пабло Лаша (ЧМ) тренер: Ховард Вад Петерссон                                                                         | ЧШМ 2021 · ЧМ 2021                                                       |
| 2021—22                                            | Бенуа Шварц     | Свен Михель     | Петер де Круз | Валентин Таннер | Пабло Лаша (ЧЕ, ЗОИ) тренер: Ховард Вад Петерссон (ЧЕ, ЗОИ)                                                          | ЧЕ 2021 (5 место) ЗОИ 2022 (7 место) ЧШМ 2022 (4 место)                  |
| Кёрлин среди смешанных пар (mixed doubles curling) |                 |                 |               |                 | |                                                                          |
| 2019—20                                            | Roxane Héritier | Валентин Таннер |               |                 | | ЧШСП 2020 (13 место)                                                     |

(скипы выделены полужирным шрифтом)